# Shape of You
"Shape of You" é uma canção do cantor inglês Ed Sheeran, gravada para seu terceiro álbum de estúdio, ÷ (2017). Foi composta e produzida por Sheeran e Steve Mac, com participação de Johnny McDaid na composição, e posteriormente foram adicionadas Kandi Burruss e Tameka “Tiny” Colette, da girl band Xscape, aos créditos, junto com Kevin “She’kspere” Briggs. A faixa foi disponibilizada para download digital em 6 de janeiro de 2017, servindo como o primeiro single do disco. O tema tornou-se um estrondoso êxito, alcançando o recorde de tema mais ouvido em 24 horas no Spotify, assim como o do tema que mais semanas passou no top 10 da Billboard Hot 100 na história.
"Shape of You" foi a canção mais ouvida da plataforma de streaming online Spotify com mais de 3,1 bilhões de streamings até 2021. Também foi a canção mais buscada no aplicativo de buscas de músicas no Shazam de 2017.

## Antecedentes
Em dezembro de 2016, após um ano fora das redes sociais, Sheeran atualizou seus perfis colocando uma imagem azul em todas elas. Em 4 de janeiro de 2017, o cantor postou um teaser de 6 segundos com o trecho "A boate não é o melhor lugar para se encontrar uma parceira", a primeira frase de "Shape of You". Ao apresentar-se no Breakfast Show, programa da BBC Radio 1, o inglês revelou que escreveu a faixa tendo em mente a cantora barbadense Rihanna, mas manteve-a para si por acreditar que algumas linhas não encaixariam-se no repertório da artista.

## Composição
Com duração total de três minutos e cinquenta e três segundos (3:53), "Shape of You" é uma canção derivada do dancehall com alguns elementos de R&B adicionados. Na faixa, Sheeran canta sobre uma percussão influenciada por marimba. A letra narra um relacionamento repentino, e apresenta referências à relação sexual e a bebidas alcoólicas.
Originalmente apresentada como tendo sido composta apenas por Sheeran, Steve Mac e Johnny McDaid, em 20 de março de 2017 foi divulgado que as compositoras e cantoras americanas Kandi Burruss e Tameka Cottle (conhecida como "Tiny", ex-mulher do rapper T.I.), assim como o compositor e produtor americano Kevin Briggs (conhecido como "She'kspere"), haviam sido adicionados aos créditos de composição do tema. Embora não tenha sido divulgado o motivo da adição dos três nomes aos créditos de "Shape of You", especula-se que tenha a ver com supostas semelhanças de elementos do tema serem com "No Scrubs", da girl-band TLC, que foi composto por Kandi, Tiny e She'kspere (para além de Lisa "Left-eye" Lopes). Esta seria uma reação por parte da equipe de Sheeran em evitar acusações de plágio, como já havia acontecido com "Thinking Out Loud" e "Photograph". ambas do anterior álbum de estúdio de Sheeran, x.

## Vídeo musical
"Shape of You" foi acompanhada de um lyric video logo após seu lançamento.
Em 30 de janeiro de 2017, estreou o vídeo oficial, em que Sheeran interpreta um boxeador. No início da história, acaba conhecendo uma lutadora (interpretada pela atriz Jennie Pegouskie) na mesma academia em que treinava e acaba se apaixonando por ela. Em certo momento, a boxeadora acaba por ter que viajar, deixando-o certamente atordoado por sua falta. Sheeran passa, então, a treinar com mais intensidade numa tentativa de, inutilmente, esquecê-la. Nas cenas finais, o boxeador enfrenta um lutador de sumô, vestindo uma roupa inflável. Apesar da torcida de seus colegas de treino, ele é facilmente derrotado, mas o que ele não esperava era a presença da jovem por quem era apaixonado no local da luta. Nos últimos segundos do clipe, a boxeadora atinge o oponente com um golpe enquanto Sheeran está atirado no chão. O videoclipe foi gravado em Seattle, tendo sido dirigido por Jason Koenig. À data de 21 de junho de 2019, o clipe possuía 4.26 bilhões de visualizações no YouTube, sendo o 2º videoclipe mais visto de sempre naquela plataforma. À frente do clipe de Sheeran, apenas está o de "Despacito"  de Luis Fonsi e Daddy Yankee. A 7 de janeiro de 2018, o clipe de "Shape of You" se tornou o 4º vídeo a atingir a marca de 3 bilhões de visualizações no YouTube e a 7 de janeiro de 2019 passou a ser o 2º vídeo a atingir 4 bilhões de visualizações no mesmo site. Atualmente, o vídeoclipe está com 6 bilhões de visualizações na plataforma do YouTube.

## Desempenho nas tabelas musicais
| Tabela musical (2017)                                  | Melhor posição |
| ------------------------------------------------------ | -------------- |
| Alemanha (Media Control Charts)                        | 1              |
| Argentina (Monitor Latino)                             | 1              |
| Austrália (ARIA Charts)                                | 1              |
| Áustria (Ö3 Austria Top 40)                            | 1              |
| Bélgica (Ultratop 50 de Flandres)                      | 1              |
| Bélgica (Ultratop 40 da Valônia)                       | 1              |
| Brasil (Brasil Hot 100 Airplay)                        | 1              |
| Brasil (Brasil Hot Pop & Popular)                      | 2              |
| Brasil (Top 50 Streaming Mensal)                       | 19             |
| Canadá (Canadian Hot 100)                              | 1              |
| Colômbia (National Report)                             | 10             |
| Coreia do Sul (Gaon Music Chart)                       | 1              |
| Croácia (Croatian Airplay Radio Chart)                 | 1              |
| Dinamarca (Tracklisten)                                | 1              |
| Escócia (The Official Charts Company)                  | 1              |
| Eslováquia (IFPI Slovenská Republika)                  | 1              |
| Eslovênia (SloTop50)                                   | 1              |
| Espanha (Productores de Música de España)              | 1              |
| Estados Unidos (Billboard Hot 100)                     | 1              |
| Estados Unidos (Pop Songs)                             | 1              |
| Estados Unidos (Adult Pop Songs)                       | 1              |
| Estados Unidos (Adult Contemporary)                    | 1              |
| Estados Unidos (Hot Dance Club Songs)                  | 1              |
| Filipinas (Philippine Hot 100)                         | 1              |
| Finlândia (IFPI Finlândia)                             | 1              |
| França (Syndicat National de l'Édition Phonographique) | 1              |
| Grécia (Greece Digital Songs)                          | 1              |
| Hungria (Magyar Hanglemezkiadók Szövetsége)            | 1              |
| Japão (Japan Hot 100)                                  | 7              |
| Irlanda (Irish Recorded Music Association)             | 1              |
| Israel (Media Forest)                                  | 1              |
| Itália (Federazione Industria Musicale Italiana)       | 1              |
| Luxemburgo (Luxembourg Digital Songs)                  | 1              |
| Líbano (The Official Lebanese Top 20)                  | 2              |
| México (Mexico Inglés Airplay)                         | 1              |
| Noruega (VG-lista)                                     | 1              |
| Nova Zelândia (NZ Top 40 Singles)                      | 1              |
| Países Baixos (MegaCharts)                             | 1              |
| Polónia (Związek Producentów Audio Video)              | 1              |
| Portugal (Portugal Digital Songs)                      | 1              |
| Chéquia (IFPI Česká Republika)                         | 1              |
| Roménia (Media Forest)                                 | 1              |
| Rússia (Russian Music Charts)                          | 1              |
| Sérvia (IFPI)                                          | 1              |
| Suécia (Sverigetopplistan)                             | 1              |
| Suíça (Schweizer Hitparade)                            | 1              |
| União Europeia (Euro Digital Songs)                    | 1              |
| Venezuela (Record Report)                              | 1              |

| País (Empresa)             | Certificação |
| -------------------------- | ------------ |
| Alemanha (BVMI)            | 4× Platina   |
| Austrália (ARIA)           | 9× Platina   |
| Áustria (IFPI Áustria)     | 2× Platina   |
| Bélgica (BEA)              | 6× Platina   |
| Canadá (Music Canada)      | Diamante     |
| Dinamarca (IFPI Dinamarca) | 4× Platina   |
| Espanha (PROMUSICAE)       | 8× Platina   |
| Estados Unidos (RIAA)      | 1× Diamante  |
| França (SNEP)              | Diamante     |
| Itália (FIMI)              | Diamante     |
| Japão (RIAJ)               | Ouro         |
| Nova Zelândia (RMNZ)       | 5× Platina   |
| Polónia (ZPAV)             | Diamante     |
| Reino Unido (BPI)          | 5× Platina   |
| Suécia (GLF)               | 9× Platina   |
| Suíça (IFPI Switzerland)   | 7× Platina   |

## Incidentes com a música
No dia 28 de março de 2017, a britânica Sonia Bryce, moradora da cidade de Willenhall, foi presa por 8 semanas após ouvir a música repetidamente por meia hora, causando desconforto nos vizinhos, que acionaram a polícia.